# عملية بوفيل

الانسحاب المرحلي للجيشين الرابع والتاسع الألمانيين من منطقة رجيف، من 1 إلى 22 مارس 1943

عملية بوفيل عبارة عن سلسلة من الانسحابات التي أجرتها مجموعة جيوش الوسط على الجبهة الشرقية خلال الفترة من 1 إلى 22 مارس 1943. أزالت هذه الانسحابات نتوء رجيف واختصرت الجبهة بمقدار 230 ميل (370 كـم)، وحررت واحد وعشرين فرقة.  وقد صاحبت عمليات الانسحاب حملة أمنية شرسة، أدت إلى دمار واسع النطاق، وترحيل السكان الأصحاء للعمل بالسخرة، وقتل المدنيين.

## العملية
أخلى الجيش التاسع نتوء رجيف في مارس 1943، كجزء من تقصير عام لخط الجبهة. نُفذت عمليات تمشيط أمنية واسعة النطاق، بموجب مبدأ مكافحة العصابات، في الأسابيع التي سبقت العملية، وقُتل فيها ما يقدر بنحو 3000 روسي، وكانت الغالبية العظمى منهم غير مسلحين، كما هو موضح في المخزون ومن الأسلحة المضبوطة: 277 بندقية، 41 مسدسا، 61 رشاشا، 17 هاون، 9 بنادق مضادة للدبابات، و16 قطعة مدفعية صغيرة. استغرق الانسحاب نفسه أسبوعين، مع الحد الأدنى من الخسائر البشرية أو التعطيل في تحرك مجموعة من الجيش يبلغ عددها حوالي 300 ألف رجل و100 دبابة و400 قطعة مدفعية. في أعقاب ذلك، أمر قائد الجيش التاسع فالتر مودل شخصيًا بترحيل جميع المدنيين الذكور، وتسميم الآبار، وتدمير ما لا يقل عن عشرين قرية في سياسة الأرض المحروقة لإعاقة متابعة الجيش الأحمر في المنطقة. 

## رد الفعل السوفييتي

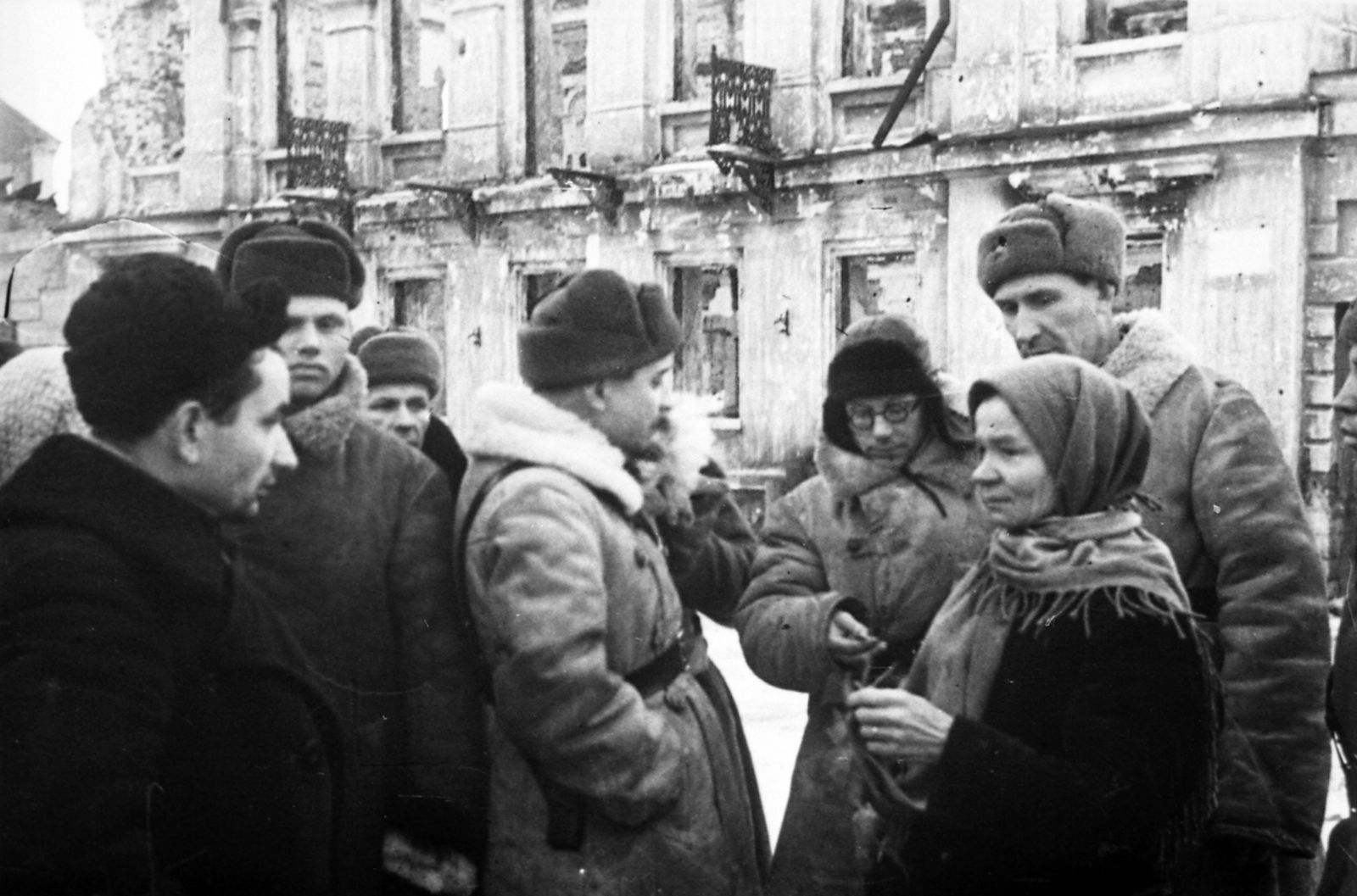
جنود وقادة الجيش الأحمر يتحدثون مع أحد سكان المنطقة المحررة

كان السوفييت يخططون لمهاجمة النتوء. في 6 فبراير 1943، أصدر الستافكا التوجيه رقم 30043 بشأن التحضير لهجوم على القسم الأوسط من الجبهة السوفيتية الألمانية لتطويق وتدمير القوات الرئيسية لمجموعة جيوش الوسط.
في 18 فبراير، اكتشفت الاستعدادات للانسحاب من قبل القوات الألمانية من خلال استطلاع الجبهة الغربية، في 23 فبراير - جبهة كالينين. وذكرت التقارير أن بعض مجموعات العدو كانت تتحرك باتجاه الغرب، وسُحبت بعض المدفعية بالقرب من الطرق، وتم تجهيز بعض المخابئ والجسور والمباني وخطوط السكك الحديدية للهدم. على الرغم من هذه التقارير، كان رد فعل القيادة السوفيتية بطيئا. أصدر قائد الجيش الثلاثين، فلاديمير كولباكشي، الأمر بالتقدم فقط في 2 مارس الساعة 14:30. في الساعة 17:15 من ذلك اليوم، أمرت تعليمات من ستافكا جميع قوات كالينين والجبهات الغربية بالتقدم.
في صباح يوم 3 مارس 1943، دخلت القوات السوفيتية مدينة رجيف دون أن تواجه أي مقاومة. في 4 مارس، سيطرت القوات السوفيتية على أولينينو، ثم غاغارين (5 مارس)، وسيتشيوفكا (8 مارس)، وبيلي (10 مارس)، وفيازما (12 مارس).
كانت مطاردة قوات العدو معقدة بسبب المواقع الدفاعية المجهزة تجهيزًا جيدًا وحقول الألغام والاتصالات المدمرة. تمكنت بعض أجزاء الجيش الأحمر من التقدم بمقدار 6-7 كيلومترات فقط في اليوم. في النصف الثاني من شهر مارس، حاولت قوات الجبهة الغربية عزل الوحدات الألمانية عن مجموعة أورلوف بريانسك، ولكن بعد عدة أيام من القتال، وفقد 132 دبابة، أوقف فيلق الدبابات الأول والخامس التابع للجيش الأحمر الهجمات. في 22 مارس 1943، وصلت القوات السوفيتية إلى الخط الدفاعي الجديد، حيث كانت قوات مجموعة جيش الوسط راسخة. في مواجهة مقاومة شديدة ونتيجة لانخفاض إمدادات الذخيرة والغذاء بسبب المسافة من قواعد الإمداد، اضطر الجيش الأحمر إلى وقف الهجوم.
يُعرف هذا التقدم في التأريخ السوفييتي باسم هجوم رزيف-فيازما (1943)، والذي انتهى في 31 مارس.

## تأثيرات
سمح تقصير الخطوط الألمانية للألمان بإنشاء احتياطي للعمليات في أماكن أخرى. استخدمت هذه التشكيلات لاحقًا خلال حملة صيف عام 1943، مما أدى إلى معركة كورسك. 
أظهر التقرير السوفيتي الرسمي المنشور في 7 أبريل 1943 آثار سياسة الأرض المحروقة الألمانية. في فيازما، من بين 5500 مبنى، لم يكن هناك سوى 51 منزلاً صغيراً لا يزال قائماً؛ وفي غاغارين 300 من 1600؛ في رجيف 500 من 5400. ورُحل 15 ألف شخص من المدن الثلاث وحدها. عانت المناطق الريفية على قدم المساواة. ففي منطقة سيتشيفكا، على سبيل المثال، أُحرقت 137 قرية من أصل 248 قرية. زار المراسل الحربي البريطاني ألكسندر ويرث المنطقة بعد وقت قصير من التحرير وشاهد بنفسه نتائج أوامر موديل. أدرج التقرير نموذجًا على رأس قائمة مجرمي الحرب المسؤولين عن "سياسة الإبادة المتعمدة"، وأشار إلى أن معظم عمليات قتل المدنيين نفذتها وحدات فيرماخت النظامية، وليس فقط الجستابو أو قوات الأمن الخاصة. 

## فهرس
- Newton، Steven H. (2006). Hitler's Commander: Field Marshal Walter Model – Hitler's Favorite General. Cambridge, MA: Da Capo. ISBN:978-0-306-81399-3.
- Werth، Alexander (1964). Russia at War 1941–1945. New York, NY: E.P. Dutton & Co.